# Aureliano Santini
Aureliano Santini (Fontanella, 12 febbraio 1911 – Arezzo, 19 gennaio 1966) è stato un politico, antifascista e partigiano italiano.

## Biografia
Aureliano Santini nacque il 12 febbraio 1911 a Fontanella, frazione del comune di Empoli, da Ferdinando Santini e Celeste Cioni.  Il 1º aprile 1931, ancora minorenne, venne arrestato dal regime fascista in quanto militante comunista e condannato a un anno di carcere dal Tribunale speciale di Roma. Scontò la pena tra le carceri di Roma e Firenze e fu scarcerato nel 1932. Subito dopo la scarcerazione emigrò clandestinamente in Corsica e rimase all'estero fino all'ottobre del 1943, come fuoriuscito politico.
Durante gli anni dell'esilio visse in Unione Sovietica, dove frequentò la scuola leninista di Mosca, e in Francia. Partecipò alla guerra civile spagnola dove prese parte alle battaglie sostenute dal settembre del 1936 all'aprile del 1938, ricoprendo la carica di capitano di fanteria e comandante di battaglione della XII brigata mobile "Garibaldi". Il 7 agosto 1937 venne ferito al piede e alla mano destra durante l'attacco della città di Saragozza. Nel 1938 fu trasferito al comando della 52ª divisione di fanteria. Dall'ottobre del 1938 fino al 1939 fece parte del personale civile di redazione e speaker di lingua italiana a Radio Madrid.
Alla fine della guerra di Spagna riparò in Algeria, ma qui venne internato dalle autorità francesi dal 1939 al 1942 nel campo di concentramento di Djelfa. Rimpatriato nel 1942, venne processato dal Tribunale militare di Roma e condannato a otto mesi per renitenza alla leva con passaggio all'estero. Scontò la pena a Forte Boccea a Roma e a Gaeta da dove, il 23 giugno 1943, finita di scontare la pena, venne inviato a svolgere il servizio militare a Caserta. Dopo l'8 settembre 1943 abbandonò il servizio militare e si unì ai partigiani empolesi.
Per conto del Comitato di liberazione nazionale (CLN) di Empoli organizzò la lotta armata ai tedeschi e ai repubblichini. A liberazione avvenuta, il CLN gli affidò la reggenza del commissariato di pubblica sicurezza, incarico convalidato dal comando militare alleato. Divenne poi presidente del CLN stesso.
Tra il 1946 e il 1947 fu vice-segretario della federazione del Partito Comunista Italiano di Arezzo; ricoprì poi la carica di segretario fino al 1953. Il 25 giugno 1951 venne eletto consigliere provinciale capogruppo del PCI. Sempre nel 1951 fu nominato assessore, carica che ricoprì fino al 1953, quando venne nominato presidente dell'amministrazione provinciale di Arezzo a causa della scomparsa di Giovanni Ciarpaglini. Fu riconfermato alla direzione della Provincia aretina altre due volte, nel 1956 e nel 1960. Nel febbraio del 1964 rassegnò le dimissioni da presidente a causa delle condizioni di salute. Morì ad Arezzo il 19 gennaio 1966.